# Lijst van Tweede Kamerleden 1894-1897
Lijst van Tweede Kamerleden 1894-1897 geeft een overzicht van de leden van de Nederlandse Tweede Kamer in de periode tussen de algemene verkiezingen van 1894 en de algemene verkiezingen van 1897. De zittingsperiode van de Tweede Kamer ging in op 16 mei 1894 en eindigde op 20 september 1897.
De Tweede Kamer telde 100 leden, die gekozen werden in 84 districten. Zij werden gekozen voor een termijn van vier jaar.
| Naam                                         | partij/groepering          | district           | begindatum        | einddatum         | refs    |
| -------------------------------------------- | -------------------------- | ------------------ | ----------------- | ----------------- | ------- |
| Jan van Alphen                               | ARP                        | Ommen              | 16 mei 1894       | 20 september 1897 | [ 2 ]   |
| Bernardus Bahlmann                           | bahlmannianen              | Tilburg            | 16 mei 1894       | 20 september 1897 | [ 3 ]   |
| Willem van Basten Batenburg                  | bahlmannianen              | Elst               | 18 september 1894 | 20 september 1897 | [ 4 ]   |
| Jacob Bastert                                | conservatief-liberalen     | Utrecht            | 22 mei 1894       | 20 september 1897 | [ 5 ]   |
| Willem de Beaufort (1844-1900)               | vrije liberalen            | Wijk bij Duurstede | 16 mei 1894       | 20 september 1897 | [ 6 ]   |
| Willem de Beaufort (1845-1918)               | vrije liberalen            | Amsterdam          | 16 mei 1894       | 20 september 1897 | [ 7 ]   |
| Gerard Beelaerts van Blokland                | VAR                        | Delft              | 22 mei 1894       | 14 maart 1897     | [ 8 ]   |
| Isaäc van den Berch van Heemstede            | bahlmannianen              | Oosterhout         | 16 mei 1894       | 20 september 1897 | [ 9 ]   |
| Arnoldus van Berckel                         | schaepmannianen            | Loosduinen         | 16 mei 1894       | 20 september 1897 | [ 10 ]  |
| Karel de Bieberstein Rogalla Zawadsky        | bahlmannianen              | Sittard            | 16 februari 1897  | 20 september 1897 | [ 11 ]  |
| Klaas de Boer                                | RB                         | Zaandam            | 16 mei 1894       | 20 september 1897 | [ 12 ]  |
| Hendrik Bool                                 | vrije liberalen            | Leiden             | 16 mei 1894       | 20 september 1897 | [ 13 ]  |
| Theodorus Borret                             | schaepmannianen            | Beverwijk          | 24 mei 1894       | 20 september 1897 | [ 14 ]  |
| Antoon van Borssele                          | vrije liberalen            | Ede                | 16 mei 1894       | 20 september 1897 | [ 15 ]  |
| Abraham Bouman                               | vooruitstrevende liberalen | Harlingen          | 16 mei 1894       | 20 september 1897 | [ 16 ]  |
| Carel van Bylandt                            | vrije liberalen            | Gouda              | 16 mei 1894       | 20 september 1897 | [ 17 ]  |
| Frederik van Bylandt                         | VAR                        | Apeldoorn          | 16 mei 1894       | 20 september 1897 | [ 18 ]  |
| Jan Conrad                                   | vrije liberalen            | 's-Gravenhage      | 16 mei 1894       | 20 september 1897 | [ 19 ]  |
| Jacob Cremer                                 | vooruitstrevende liberalen | Amsterdam          | 16 mei 1894       | 20 september 1897 | [ 20 ]  |
| Alexander van Dedem                          | VAR                        | Zwolle             | 16 mei 1894       | 20 september 1897 | [ 21 ]  |
| Jan van Deinse                               | vooruitstrevende liberalen | Hontenisse         | 16 mei 1894       | 20 september 1897 | [ 22 ]  |
| Albertus van Delden                          | vrije liberalen            | Deventer           | 16 mei 1894       | 20 september 1897 | [ 23 ]  |
| Franciscus Dobbelmann                        | bahlmannianen              | Nijmegen           | 16 mei 1894       | 20 september 1897 | [ 24 ]  |
| Johannes Donner                              | ARP                        | Katwijk            | 19 juni 1894      | 20 september 1897 | [ 25 ]  |
| Hendrik Drucker                              | vooruitstrevende liberalen | Groningen          | 16 mei 1894       | 20 september 1897 | [ 26 ]  |
| Willem Everts                                | bahlmannianen              | Roermond           | 16 mei 1894       | 20 september 1897 | [ 27 ]  |
| Antonie Farncombe Sanders                    | vooruitstrevende liberalen | Haarlem            | 22 mei 1894       | 10 november 1896  | [ 28 ]  |
| Petrus Ferf                                  | vooruitstrevende liberalen | Hoorn              | 16 mei 1894       | 20 september 1897 | [ 29 ]  |
| Jan van Gennep                               | vrije liberalen            | Rotterdam          | 16 mei 1894       | 5 april 1897      | [ 30 ]  |
| Carel Gerritsen                              | RB                         | Leeuwarden         | 16 mei 1894       | 20 september 1897 | [ 31 ]  |
| Hugo van Gijn                                | liberalen                  | Dordrecht          | 16 mei 1894       | 20 september 1897 | [ 32 ]  |
| Johan Gleichman                              | vrije liberalen            | Amsterdam          | 16 mei 1894       | 20 september 1897 | [ 33 ]  |
| Gerardus Goekoop                             | vrije liberalen            | Brielle            | 16 mei 1894       | 20 september 1897 | [ 34 ]  |
| Hendrik Goeman Borgesius                     | vooruitstrevende liberalen | Zutphen            | 16 mei 1894       | 20 september 1897 | [ 35 ]  |
| Henri Guyot                                  | vrije liberalen            | 's-Gravenhage      | 16 mei 1894       | 20 september 1897 | [ 36 ]  |
| Leopold Haffmans                             | bahlmannianen              | Venlo              | 27 mei 1894       | 13 november 1896  | [ 37 ]  |
| Jan Harte                                    | bahlmannianen              | Grave              | 16 mei 1894       | 20 september 1897 | [ 38 ]  |
| Abraham Hartogh                              | vooruitstrevende liberalen | Amsterdam          | 16 mei 1894       | 20 september 1897 | [ 39 ]  |
| Theo Heemskerk                               | ARP                        | Sneek              | 19 juni 1894      | 20 september 1897 | [ 40 ]  |
| Bernardus Heldt                              | vooruitstrevende liberalen | Amsterdam          | 16 mei 1894       | 20 september 1897 | [ 41 ]  |
| Pieter Hennequin                             | vrije liberalen            | Oostburg           | 16 mei 1894       | 20 september 1897 | [ 42 ]  |
| Herman Hesselink van Suchtelen               | vooruitstrevende liberalen | Doetinchem         | 16 mei 1894       | 20 september 1897 | [ 43 ]  |
| George Hintzen                               | vrije liberalen            | Rotterdam          | 16 mei 1894       | 20 september 1897 | [ 44 ]  |
| Gerrit 't Hooft                              | ARP                        | Haarlemmermeer     | 16 mei 1894       | 20 september 1897 | [ 45 ]  |
| Wesselius Houwing                            | vooruitstrevende liberalen | Wolvega            | 16 mei 1894       | 20 september 1897 | [ 46 ]  |
| Jan Huydecoper van Maarsseveen en Nigtevecht | liberalen                  | Breukelen          | 6 april 1897      | 20 september 1897 | [ 47 ]  |
| Hubert de Kanter                             | vooruitstrevende liberalen | Bergum             | 16 mei 1894       | 20 september 1897 | [ 48 ]  |
| Abraham van Karnebeek                        | vrije liberalen            | Utrecht            | 19 juni 1894      | 20 september 1897 | [ 49 ]  |
| Arnold Kerdijk                               | vooruitstrevende liberalen | Amsterdam          | 16 mei 1894       | 20 september 1897 | [ 50 ]  |
| Jacob van Kerkwijk                           | liberalen                  | Zierikzee          | 16 mei 1894       | 20 september 1897 | [ 51 ]  |
| Aart Knijff                                  | vooruitstrevende liberalen | Bodegraven         | 16 mei 1894       | 20 september 1897 | [ 52 ]  |
| Maximilien Kolkman                           | schaepmannianen            | Rheden             | 16 mei 1894       | 20 september 1897 | [ 53 ]  |
| Emile van der Kun                            | bahlmannianen              | Zevenbergen        | 16 mei 1894       | 20 september 1897 | [ 54 ]  |
| Abraham Kuyper                               | ARP                        | Sliedrecht         | 16 mei 1894       | 20 september 1897 | [ 55 ]  |
| Jerôme Lambrechts                            | bahlmannianen              | Sittard            | 16 mei 1894       | 25 november 1896  | [ 56 ]  |
| Simon Land                                   | vooruitstrevende liberalen | Den Helder         | 16 mei 1894       | 7 oktober 1894    | [ 57 ]  |
| Adrianus de Lange                            | liberalen                  | Alkmaar            | 14 juni 1894      | 23 maart 1897     | [ 58 ]  |
| Cornelis Lely                                | vooruitstrevende liberalen | Lochem             | 16 mei 1894       | 20 september 1897 | [ 59 ]  |
| Franciscus Lieftinck                         | vooruitstrevende liberalen | Franeker           | 16 mei 1894       | 20 september 1897 | [ 60 ]  |
| Otto van Limburg Stirum                      | VAR                        | Schiedam           | 16 mei 1894       | 20 september 1897 | [ 61 ]  |
| Jan Loeff                                    | bahlmannianen              | 's-Hertogenbosch   | 5 mei 1896        | 20 september 1897 | [ 62 ]  |
| Christiaan Lucasse                           | ARP                        | Middelburg         | 16 mei 1894       | 20 september 1897 | [ 63 ]  |
| Æneas Mackay                                 | onafhankelijk a.r.         | Kampen             | 16 mei 1894       | 20 september 1897 | [ 64 ]  |
| Theodoor Mackay                              | VAR                        | Hilversum          | 16 mei 1894       | 1 januari 1897    | [ 65 ]  |
| Iwan de Marchant et d'Ansembourg             | bahlmannianen              | Gulpen             | 16 mei 1894       | 20 september 1897 | [ 66 ]  |
| Rudolf Mees                                  | vrije liberalen            | Rotterdam          | 16 mei 1894       | 20 september 1897 | [ 67 ]  |
| Jan Meesters                                 | vooruitstrevende liberalen | Steenwijk          | 16 mei 1894       | 20 september 1897 | [ 68 ]  |
| Louis Michiels van Verduynen                 | bahlmannianen              | Breda              | 16 mei 1894       | 20 september 1897 | [ 69 ]  |
| Willem Mutsaers                              | bahlmannianen              | Waalwijk           | 16 mei 1894       | 20 september 1897 | [ 70 ]  |
| Wiel Nolens                                  | schaepmannianen            | Venlo              | 13 november 1896  | 20 september 1897 | [ 71 ]  |
| Jacobus Pijnacker Hordijk                    | vooruitstrevende liberalen | 's-Gravenhage      | 28 juni 1894      | 20 september 1897 | [ 72 ]  |
| Menso Pijnappel                              | conservatief-liberalen     | Amsterdam          | 28 juni 1894      | 20 september 1897 | [ 73 ]  |
| Antoine Plate                                | vrije liberalen            | Rotterdam          | 16 mei 1894       | 20 september 1897 | [ 74 ]  |
| Hendrik Pyttersen                            | vooruitstrevende liberalen | Schoterland        | 16 mei 1894       | 20 september 1897 | [ 75 ]  |
| Jan Quarles van Ufford                       | VAR                        | Hilversum          | 16 februari 1897  | 20 september 1897 | [ 76 ]  |
| Lambert de Ram                               | bahlmannianen              | Bergen op Zoom     | 16 mei 1894       | 20 september 1897 | [ 77 ]  |
| Martin de Ras                                | bahlmannianen              | Maastricht         | 16 mei 1894       | 20 september 1897 | [ 78 ]  |
| Adrien Rethaan Macaré                        | liberalen                  | Haarlem            | 10 november 1896  | 20 september 1897 | [ 79 ]  |
| Pieter Rink                                  | vooruitstrevende liberalen | Arnhem             | 16 mei 1894       | 20 september 1897 | [ 80 ]  |
| Petrus Roessingh                             | vooruitstrevende liberalen | Emmen              | 16 mei 1894       | 20 september 1897 | [ 81 ]  |
| Willem Roijaards                             | liberalen                  | Breukelen          | 16 mei 1894       | 2 maart 1897      | [ 82 ]  |
| Jan Rutgers van Rozenburg                    | vrije liberalen            | Amsterdam          | 16 mei 1894       | 20 september 1897 | [ 83 ]  |
| Alexander de Savornin Lohman                 | VAR                        | Goes               | 16 mei 1894       | 20 september 1897 | [ 84 ]  |
| Eelco Schaafsma                              | vooruitstrevende liberalen | Dokkum             | 16 mei 1894       | 20 september 1897 | [ 85 ]  |
| Herman Schaepman                             | schaepmannianen            | Almelo             | 16 mei 1894       | 20 september 1897 | [ 86 ]  |
| Jan Schepel                                  | vooruitstrevende liberalen | Appingedam         | 16 mei 1894       | 20 september 1897 | [ 87 ]  |
| Francis Schimmelpenninck                     | VAR                        | Amersfoort         | 16 mei 1894       | 20 september 1897 | [ 88 ]  |
| Pierre van der Schrieck                      | bahlmannianen              | 's-Hertogenbosch   | 16 mei 1894       | 5 maart 1896      | [ 89 ]  |
| Hendrik Seret                                | ARP                        | Gorinchem          | 16 mei 1894       | 20 september 1897 | [ 90 ]  |
| Harm Smeenge                                 | vooruitstrevende liberalen | Meppel             | 16 mei 1894       | 20 september 1897 | [ 91 ]  |
| Eerke Smidt                                  | vooruitstrevende liberalen | Veendam            | 16 mei 1894       | 20 september 1897 | [ 92 ]  |
| Arie Smit                                    | vooruitstrevende liberalen | Ridderkerk         | 16 mei 1894       | 20 september 1897 | [ 93 ]  |
| Josephus Smits van Oyen                      | bahlmannianen              | Eindhoven          | 16 mei 1894       | 20 september 1897 | [ 94 ]  |
| Andries Staalman                             | groep-staalman             | Den Helder         | 27 november 1894  | 20 september 1897 | [ 95 ]  |
| Johannes Tak van Poortvliet                  | vooruitstrevende liberalen | Amsterdam          | 16 mei 1894       | 20 september 1897 | [ 96 ]  |
| Boelo Tijdens                                | radicaal-liberalen         | Winschoten         | 16 mei 1894       | 20 september 1897 | [ 97 ]  |
| Jacobus Travaglino                           | bahlmannianen              | Druten             | 16 mei 1894       | 20 september 1897 | [ 98 ]  |
| Jan Truijen                                  | bahlmannianen              | Weert              | 16 mei 1894       | 20 september 1897 | [ 99 ]  |
| Meinard Tydeman                              | vrije liberalen            | Tiel               | 16 mei 1894       | 20 september 1897 | [ 100 ] |
| Jacob Veegens                                | vooruitstrevende liberalen | Groningen          | 16 mei 1894       | 20 september 1897 | [ 101 ] |
| Petrus Vermeulen                             | bahlmannianen              | Helmond            | 16 mei 1894       | 20 september 1897 | [ 102 ] |
| Willem Viruly Verbrugge                      | vrije liberalen            | Rotterdam          | 16 mei 1894       | 20 september 1897 | [ 103 ] |
| Bernardus van Vlijmen                        | bahlmannianen              | Veghel             | 16 mei 1894       | 25 augustus 1895  | [ 104 ] |
| Bernardus van Vlijmen                        | bahlmannianen              | Veghel             | 10 oktober 1895   | 20 september 1897 | [ 104 ] |
| Antonius Vos de Wael                         | schaepmannianen            | Enschede           | 16 mei 1894       | 20 september 1897 | [ 105 ] |
| Jan Willinge                                 | vooruitstrevende liberalen | Assen              | 16 mei 1894       | 20 september 1897 | [ 106 ] |
| Geuchien Zijlma                              | vooruitstrevende liberalen | Zuidhorn           | 16 mei 1894       | 20 september 1897 | [ 107 ] |
| Jan Zijp                                     | vooruitstrevende liberalen | Enkhuizen          | 16 mei 1894       | 17 september 1897 | [ 108 ] |

1815-1818 ·
1818-1821 ·
1821-1824 ·
1824-1827 ·
1827-1830 ·
1830-1833 ·
1833-1836 ·
1836-1839 ·
1839-1842 ·
1842-1845 ·
1845-1848 ·
1848-1849 ·
1849-1850 ·
1850-1852 ·
1852-1853 ·
1853-1854 ·
1854-1856 ·
1856-1858 ·
1858-1860 ·
1860-1862 ·
1862-1864 ·
1864-1866 ·
1866 (sep) ·
1866-1868 ·
1868-1869 ·
1869-1871 ·
1871-1873 ·
1873-1875 ·
1875-1877 ·
1877-1879 ·
1879-1881 ·
1881-1883 ·
1883-1884 ·
1884-1886 ·
1886-1887 ·
1887-1888 ·
1888-1891 ·
1891-1894 ·
1894-1897 ·
1897-1901 ·
1901-1905 ·
1905-1909 ·
1909-1913 ·
1913-1917 ·
1917-1918 ·
1918-1922 ·
1922-1925 ·
1925-1929 ·
1929-1933 ·
1933-1937 ·
1937-1946 ·
1946-1948 ·
1948-1952 ·
1952-1956 ·
1956-1959 ·
1959-1963 ·
1963-1967 ·
1967-1971 ·
1971-1972 ·
1972-1977 ·
1977-1981 ·
1981-1982 ·
1982-1986 ·
1986-1989 ·
1989-1994 ·
1994-1998 ·
1998-2002 ·
2002-2003 ·
2003-2006 ·
2006-2010 ·
2010-2012 ·
2012-2017 ·
2017-2021 ·
2021-2023 ·
2023-heden
Overzicht historische zetelverdeling